# Holler (EP)
Holler (tạm dịch: Hú hét) là mini-album thứ hai của nhóm nhạc nữ Hàn Quốc Girls' Generation-TTS, được phát hành trực tuyến vào ngày 16 tháng 9 năm 2014 và phát hành dưới dạng CD vào ngày 18 tháng 9 năm 2014 bởi SM Entertainment. Holler đánh dấu sự trở lại của nhóm sau 2 năm kể từ khi mini-album đầu tay Twinkle được ra mắt vào năm 2012.

## Phát hành và quảng bá
Đĩa đơn "Whisper" được phát hành vào ngày 13 tháng 9 và đạt vị trí thứ nhất trên tất cả các bảng xếp hạng âm nhạc trực tuyến tại Hàn Quốc. Khi mini-album được phát hành, bài hát chủ đề "Holler", cũng đứng đầu 8 bảng xếp hạng âm nhạc trực tuyến. Video âm nhạc của "Holler" đạt 3 triệu lượt xem trong vòng 3 ngày, đứng đầu bảng xếp hạng 20 video âm nhạc K-pop được xem nhiều nhất trong tuần trên YouTube và sau đó trở thành video âm nhạc được xem nhiều nhất trong tháng 9 tại Mỹ cũng như trên toàn thế giới.
Mini-album xuất hiện lần đầu tiên ở vị trí thứ nhất không chỉ trên các bảng xếp hạng tại Hàn Quốc và một số quốc gia châu Á, mà còn cả trên bảng xếp hạng World Albums của Billboard, giúp Girls' Generation-TTS trở thành nghệ sĩ Hàn Quốc thứ ba và nghệ sĩ nữ Hàn Quốc đầu tiên đạt được vị trí này nhiều hơn một lần.
Girls' Generation-TTS cho biết Taeyeon đảm nhận việc lựa chọn các bài hát cho Holler, Seohyun là người viết lời cho bài hát "Only U", còn Tiffany thì đóng vai trò là chỉ đạo nghệ thuật về mặt hình ảnh của mini-album cũng như video âm nhạc của "Holler". Holler được phát hành cùng thời điểm với chương trình truyền hình thực tế The TaeTiSeo, trong đó một số hình ảnh về quá trình thực hiện mini-album đã được phát sóng.
Girls' Generation-TTS đã biểu diễn nhiều bài hát để quảng bá cho Holler, bao gồm "Holler", "Whisper", "Only U" và "Adrenaline". Họ giành được chiến thắng hai lần trên M! Countdown, một lần trên Music Core, một lần trên Inkigayo và một lần trên Music Bank. Nhóm cũng xuất hiện trên một số chương trình phát thanh và truyền hình như Sunny's FM Date và You Hee-yeol's Sketchbook.

## Danh sách bài hát
| STT              | Nhan đề                                 | Phổ lời                                | Phổ nhạc                                                                             | Biên khúc                                                                            | Thời lượng |
| ---------------- | --------------------------------------- | -------------------------------------- | ------------------------------------------------------------------------------------ | ------------------------------------------------------------------------------------ | ---------- |
| 1.               | "Holler"                                | Mafly, BehindTScenes' AC               | Figge Boström, Anna Engh fd Nordell, BehindTScenes' AC                               | Figge Boström, Maria Marcus, BehindTScenes' AC                                       | 03:03      |
| 2.               | "Adrenaline" (아드레날린; Adeurenallin) | Kim Min-jung, Mafly, BehindTScenes' AH | Ina Wroldsen, Lucas Secon, Mich Hansen, Jonas Jeberg, BehindTScenes' AH, Yoo Han-Jin | Ina Wroldsen, Lucas Secon, Mich Hansen, Jonas Jeberg, BehindTScenes' AH, Yoo Han-Jin | 03:29      |
| 3.               | "Whisper" (내가 네게; Naega Nege)       | Mafly, James Im, Joel Hong             | Andrew Jackson, Im Gwang Uk, Martin Hoberg Hedegaard,                                | Im Gwang Uk, Im Chaese-op                                                            | 03:38      |
| 4.               | "Stay"                                  | Brian Kim                              | Caesar & Loui, Olof Lindskog, Hayley Aitken                                          | Caesar & Loui, Olof Lindskog, Hayley Aitken                                          | 03:31      |
| 5.               | "Only U"                                | Seohyun                                | Lauren Dyson, Sebastian Thott, Erik Lidbom, BehindTScenes' AC                        | Sebastian Thott, BehindTScenes' AC                                                   | 03:37      |
| 6.               | "Eyes"                                  | Mafly                                  | Albi Albertsson, Mara Kim                                                            | MUSSASHI                                                                             | 02:39      |
| Tổng thời lượng: | Tổng thời lượng:                        | Tổng thời lượng:                       | Tổng thời lượng:                                                                     | Tổng thời lượng:                                                                     | 19:57      |

## Bảng xếp hạng

### Album
| Khu vực   | Bảng xếp hạng                | Thứ hạng cao nhất |
| --------- | ---------------------------- | ----------------- |
| Hàn Quốc  | Gaon Weekly Albums Chart     | 1                 |
| Hàn Quốc  | Gaon Monthly Albums Chart    | 2                 |
| Hàn Quốc  | Gaon Yearly Albums Chart     | 22                |
| Hàn Quốc  | Hanteo Weekly Albums Chart   | 1                 |
| Nhật Bản  | Oricon Weekly Albums Chart   | 23                |
| Đài Loan  | G-Music Albums Chart         | 1                 |
| Hồng Kông | HMV Albums Chart             | 1                 |
| Singapore | HMV Albums Chart             | 1                 |
| Mỹ        | Billboard World Albums       | 1                 |
| Mỹ        | Billboard Heatseekers Albums | 11                |

### Doanh số và chứng nhận
| Bảng xếp hạng       | Doanh số |
| ------------------- | -------- |
| Gaon physical sales | 80,398+  |

## Lịch sử phát hành
| Quốc gia      | Ngày                | Hãng đĩa                          | Định dạng |
| ------------- | ------------------- | --------------------------------- | --------- |
| Hàn Quốc      | 16 tháng 9 năm 2014 | SM Entertainment, KT Music        | Tải về    |
| Hàn Quốc      | 18 tháng 9 năm 2014 | SM Entertainment, KT Music        | CD        |
| Toàn thế giới | 16 tháng 9 năm 2014 | SM Entertainment, Universal Music | Tải về    |